# Isaac John Nooter
Isaac John Nooter (Amsterdam, 25 maart 1893 - 3 mei 1945) was een Nederlands havenarbeider en communistisch verzetsstrijder.

## Leven
Nooter maakte in 1925 deel uit van een delegatie naar de EKKI en was lid van de oppositiepartij C.P.H., bestuurslid van de R.S.E. van het district Noord-Holland - Utrecht en stond op de lijst van de revolutionairen (1925). Ook was hij indertijd bestuurslid van de Amsterdamse Transport Federatie afdeling Bootwerkers. In oktober 1925 was hij actief als bestuurslid van de Werklozen Organisatie.
In 1925 werd hij met twee andere communisten door de CPH naar Moskou afgevaardigd in verband met een conflict tussen Louis de Visser en David Wijnkoop over de kandidaatstelling voor de Tweede Kamer. Hij reisde met het Russische schip Dekrabist.
Hij was waarschijnlijk actief als ronselaar voor de Internationale Brigade Spanje (1937). In 1939 kwam zijn naam voor op een lijst van links-extremistische personen te Amsterdam en werd hij genoemd als leider van de sectie "Eilanden" van de Communistische Partij.

## Dood
Nooter werd op 20 mei 1940 als een van de eerste Nederlanders gearresteerd. De arrestatie werd uitgevoerd door de Nederlander Karel Henri Broekhoff. Uiteindelijk kwam Nooter in Neuengamme terecht. In mei 1945 is hij omgekomen bij het bombardement van de Cap Arcona. Op dit schip waren door de nazi's overlevenden van het kamp gezet; het bombardement is uitgevoerd door de RAF. Zijn gegevens zijn bekend bij de oorlogsgravenstichting.